# Bacillus thuringiensis
Bacillus thuringiensis je grampozitivní půdní bakterie z rodu Bacillus a kmene Firmicutes. Je aerobní a produkuje spory. Ty obsahují toxiny (δ-endotoxiny, také označované jako Cry), které mají insekticidní účinky na některé skupiny hmyzu, a proto se užívá k produkci pesticidů a také geneticky modifikovaných (transgenních) rostlin.

## Užití

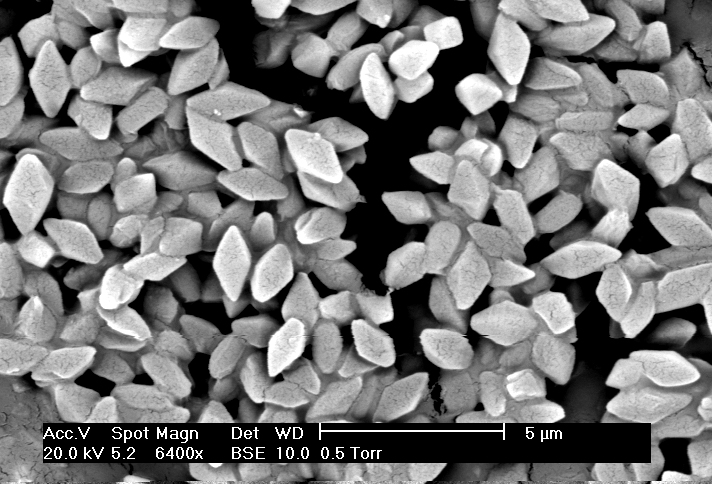
Bipyramidální krystaly Bt-toxinu využívaného jako insekticid v elektronovém mikroskopu

Spory a krystalinové proteiny této bakterie se užívají jako specifické insekticidy, pod názvy Dipel či Thuricide. Aplikují se v tekutých postřicích na pole a považují se obecně za šetrné k životnímu prostředí. Předpokládá se, že tento insekticid perforuje výstelku střev hmyzu a některé zprávy nalezly vztah mezi účinkem těchto látek a přítomností střevních bakterií v hmyzím těle.
Také transgenní plodiny s toxiny Bacillus thuringiensis (používá se zkratka Bt) jsou dnes poměrně široce využívané a v roce 2006 činily pole s Bt plodinami 11,1 % celkové výměry kukuřičných polí a 33,6 % bavlníkových plantáží.